# Kraftwerk Teschel
Das Kraftwerk Teschel ist ein Wasserkraftwerk im Oblast Smoljan, Bulgarien. Es hat eine installierte Leistung von 60 MW. Das Kraftwerk nutzt das Wasser der ca. 15 km entfernten Talsperre Dospat zur Stromerzeugung.
Das Kraftwerk ist im Besitz der Nazionalna elektritscheska kompanija EAD (NEK EAD) und wird auch von NEK EAD betrieben.

## Kraftwerk
Das Kraftwerk verfügt über eine installierte Leistung von 60 MW. Die durchschnittliche Jahreserzeugung liegt bei 18 Mio. kWh. Die 2 Francis-Turbinen leisten jeweils 30 MW; sie befinden sich in einem oberirdischen Maschinenhaus.
Von der Talsperre Dospat geht eine Druckrohrleitung ab, über die das ca. 15 km entfernte Wasserkraftwerk Teschel mit dem nötigen Wasser versorgt wird. Die Fallhöhe beträgt dabei 341 m und der maximale Durchfluss liegt bei insgesamt 26 m³/s.

## Talsperre Teschel
Unterhalb des Kraftwerks wurde ein Staudamm mit einer Höhe von 30 m über der Gründungssohle errichtet. Die Länge der Dammkrone beträgt 200 m. Die Dammkrone liegt auf einer Höhe von 861 m über dem Meeresspiegel. Zur Abdichtung hat der Staudamm einen Tonkern.
Beim normalen Stauziel von 858 m (max. 860 m) erstreckt sich der Stausee über eine Fläche von rund 0,1 km² und fasst 1,37 Mio. m³ Wasser – davon können 0,64 Mio. m³ zur Stromerzeugung verwendet werden. Das minimale Stauziel, bis zu dem die Stromerzeugung noch möglich ist, liegt bei 851 m.
Der Staudamm verfügt sowohl über einen Grundablass als auch über eine Hochwasserentlastung. Über den Grundablass können maximal 35 m³/s abgeführt werden, über die Hochwasserentlastung maximal 354 m³/s.
Vom Stausee wird das Wasser zum ca. 10 km entfernten Kraftwerk Dewin geleitet.